# Svenska mästerskapen i längdskidåkning 1939
Svenska mästerskapen i längdskidåkning 1939 arrangerades i Filipstad.

## Medaljörer, resultat

### Herrar
| Gren              | Guld                                                           | Guld                                                           | Guld    | Silver                                                           | Silver                                                           | Silver  | Brons                                                           | Brons                                                           | Brons   |
| 15 km             | Alfred Dahlqvist                                               | Östersunds SK                                                  | 1:03:26 | Martin Matsbo                                                    | Hudiksvalls IF                                                   | 1:03:34 | Herbert Sehlberg                                                | Hudiksvalls IF                                                  | 1:03:44 |
| 30 km             | Sven Edin                                                      | IF Friska Viljor                                               | 2:30:49 | Mauritz Brännström                                               | Norsjö IF                                                        | 2:32:13 | Nils Englund                                                    | Hudiksvalls IF                                                  | 2:33:36 |
| 50 km             | Allan Karlsson                                                 | Vittjärvs IK                                                   | 3:45:28 | Elis Wiklund                                                     | Kramfors IF                                                      | 3:47:00 | Nils Englund                                                    | Hudiksvalls IF                                                  | 3:51:19 |
| Stafett 3 x 10 km | IF Friska Viljor (Arne Eriksson, Sven Edin, Donald Johansson)  | IF Friska Viljor (Arne Eriksson, Sven Edin, Donald Johansson)  | 1:42:03 | IFK Umeå (Gösta Andersson, Gustav Jonsson, Arthur Häggblad)      | IFK Umeå (Gösta Andersson, Gustav Jonsson, Arthur Häggblad)      | 1:43:40 | Hudiksvalls IF (Erik Bolander, Herbert Sehlberg, Martin Matsbo) | Hudiksvalls IF (Erik Bolander, Herbert Sehlberg, Martin Matsbo) | 1:44:46 |
| Lagtävling 15 km  | Hudiksvalls IF (Martin Matsbo, Herbert Sehlberg, Nils Englund) | Hudiksvalls IF (Martin Matsbo, Herbert Sehlberg, Nils Englund) |         | Kramfors IF (Karl Pahlin, Elis Viklund, Herbert Nenzén)          | Kramfors IF (Karl Pahlin, Elis Viklund, Herbert Nenzén)          |         | IFK Umeå (Arthur Häggblad, A. Åström, Gösta Jacobsson)          | IFK Umeå (Arthur Häggblad, A. Åström, Gösta Jacobsson)          |         |
| Lagtävling 30 km  | Hudiksvalls IF (Nils Englund, Herbert Sehlberg, Martin Matsbo) | Hudiksvalls IF (Nils Englund, Herbert Sehlberg, Martin Matsbo) |         | IF Friska Viljor (Sven Edin, Donald Johansson, Hjalmar Engblom)  | IF Friska Viljor (Sven Edin, Donald Johansson, Hjalmar Engblom)  |         | IFK Umeå (Arthur Häggblad, Gösta Andersson, Gösta Jacobsson)    | IFK Umeå (Arthur Häggblad, Gösta Andersson, Gösta Jacobsson)    |         |
| Lagtävling 50 km  | Hudiksvalls IF (Nils Englund, Martin Matsbo, Herbert Sehlberg) | Hudiksvalls IF (Nils Englund, Martin Matsbo, Herbert Sehlberg) |         | IF Friska Viljor (Donald Johansson, Arne Eriksson och Sven Edin) | IF Friska Viljor (Donald Johansson, Arne Eriksson och Sven Edin) |         | Vittjärvs IK (Allan Karlsson, Abel Olofsson, Seth Olofsson)     | Vittjärvs IK (Allan Karlsson, Abel Olofsson, Seth Olofsson)     |         |

### Damer
| Gren             | Guld              | Guld              | Guld  | Silver        | Silver            | Silver | Brons        | Brons       | Brons |
| 10 km            | Märta Norberg     | Vårby IK          | 47:45 | Ella Karlsson | Koskullskulle AIF | 49:27  | Ebba Nilsson | Flarkens IK | 49:56 |
| Lagtävling 10 km | Koskullskulle AIF | Koskullskulle AIF |       | Flarkens IK   | Flarkens IK       |        | Vårby IK     | Vårby IK    |       |

### Webbkällor
- Svenska Skidförbundet
- DN. Arkivet